# 크리스찬 블록
크리스찬 블록(우크라이나어:  Християнський блок)은 우크라이나의 선거 블록 중 하나이다. 2007년 우크라이나 총선에서 참여했으나 0.1%의 지지율을 얻고 의석을 얻는 데 실패했다.
블록에 참여한 당은 다음과 같다.
- 우크라이나 사회기독당
- "생태 및 사회 보호를 위한" 전우크라이나당